# Markus Wolf
Markus Johannes "Mischa" Wolf (Hechingen, 19 de janeiro de 1923 – 9 de novembro de 2006) foi o cabeça da contraespionagem da Stasi. Ele recebeu a alcunha de "Homem Sem Rosto" por ter tido a sua identidade revelada apenas no final da década de 1970.

## Biografia
Wolf era filho do escritor e físico Friedrich Wolf e irmão do diretor de cinema Konrad Wolf.  Seu pai era membro do Partido Comunista da Alemanha, e depois que Adolf Hitler ganhou poder, eles emigraram para Moscou por causa de sua convicção comunista e ascendência judia.
Durante o exílio, ele trabalhou na escola alemã Karl Liebknecht e depois numa escola russa. Mais tarde, ele ingressou no Instituto de Aviação de Moscou, que foi evacuado para Alma Ata depois do ataque da Alemanha à União Soviética.
Depois do fim da guerra, ele foi mandado para Berlim juntamente com Walter Ulbricht para trabalhar como jornalista para uma estação de rádio na Zona Soviética de Ocupação. Ele foi um dos jornalistas que cobriram as audiências do Tribunal de Nuremberg contra os principais líderes nazistas.
Em 1953, aos 30 anos, ele foi um dos membros fundadores do serviço de inteligêcia no Ministério de Defesa da Alemanha. Entre 1989 e 2002, escreveu seis livros. Faleceu aos 83 anos, durante o sono, na própria residência, em Berlim unificada.